# Carcano (Albavilla)
Carcano (Carchen in dialetto brianzolo, AFI: [karˈkẽ]) è una frazione geografica del comune italiano di Albavilla posta a sudest del centro abitato verso Alserio e sulle rive del lago omonimo.

## Storia
Carcano, il cui nome si deve probabilmente a un duca longobardo, fu un antico comune del Milanese.
Fu teatro di una storica battaglia contro Federico Barbarossa.
Registrato agli atti del 1751 insieme alla cascina di Corogna come un villaggio di 205 abitanti incluso nella Pieve di Incino, nel 1786 entrò per un quinquennio a far parte della Provincia di Como, per poi cambiare continuamente i riferimenti amministrativi nel 1791, nel 1797 e nel 1798, quando contava 307 residenti.
Portato definitivamente sotto Como nel 1801, alla proclamazione del Regno d'Italia nel 1805 risultava avere 307 abitanti. Nel 1809 il municipio si allargò su risultanza di un regio decreto di Napoleone che gli annesse sia Alserio che Parravicino, ma entrambi questi provvedimenti furono poi annullati dagli austriaci al loro ritorno. Nel 1853 risultò essere popolato da 471 anime, salite a 517 nel 1871. Il censimento del 1921 registrò 523 residenti, ma nel 1928 il regime fascista decise la definitiva soppressione del municipio aggregandolo ad Albavilla.